# Lijst van programmeertalen
De onderstaande programmeertalen worden of werden frequent gebruikt of genoemd. Deze lijst kan enorm uitgebreid worden aangezien er duizenden programmeertalen bestaan.
Een probleem bij het maken van deze lijst is dat de scheidslijn tussen programmeertalen en andere computertalen, zoals opmaaktalen of documentbeschrijvingstalen, niet erg scherp te trekken is. Een vaak gebruikt criterium is Turingvolledigheid, wat ruwweg wil zeggen dat het repertoire van bewerkingen tot willekeurige algoritmen kan worden gecombineerd. De meeste opmaaktalen en documentbeschrijvingstalen, zoals troff, HTML en XML, vallen er dan buiten (PostScript echter niet).

### A
- ABAP
- ABC
- ActionScript
- Ada
- Algol
  - Algol 58
  - Algol 60
  - Algol W
  - Algol 68
- Amiga E
- APL
- AppleScript (scripttaal)

Aduino
- Argh! en Aargh! (esoterische programmeertalen)
- Assembleertalen
- AutoHotkey's programmeertaal
- AutoIt's programmeertaal
- AWK (scripttaal)

### B
- B
- BASIC
- Ballerina
- BBC BASIC
- BCPL
- Blitz Basic
- Brainfuck

### C
- C
- C++
- C#
- CFML (Adobe ColdFusion, Railo, BlueDragon)
- Chicken
- Clean
- Clipper
- Clojure
- COBOL
- COMAL
- CoffeeScript

### D
- D
- DarkBASIC
- Dart
- DataFlex
- Decimal BASIC
- Delphi
- Delta COBOL
- DIV Games Studio

### E
- Eiffel
- Elixir
- EGL
- Erlang
- Euphoria

### F
- F#
- Fenix Project
- Forth
- Fortran

### G
- Gambas
- GCL
- GDScript (de scripttaal van Godot)
- GML
- Go
- Grasshopper 3D
- Groovy

### H
- Haskell
- Haxe
- HyperTalk (de scripttaal van HyperCard)

### I
- Inform
- IronPython

### J
- Just Another Language
- Java
- JavaScript
- Just BASIC
- JScript
- Julia
- Jinja

### K
- Kotlin

### L
- LabVIEW
- Leet
- Liberty BASIC
- Lisp
- Logo
- Lua

### M
- m4
- Machinetaal (niet te verwarren met assembleertaal)
- Malbolge
- M-code
- ML
- Modula-2
- Mondrian
- mSL

### N
- Node-RED

### O
- Oberon
- Objective-C
- ObjectPAL
- Object Pascal
- Occam
- Ocaml
- Oz

### P
- Pascal
- Pawn
- Perl
- PHP (scripttaal/programmeertaal)
- Piet
- PL/1
- PL/SQL
- PL/pgSQL
- PostScript
- PowerBASIC
- PowerBuilder
- Processing
- Progress
- Prolog
- ProvideX
- PureBasic
- Python

### Q
- Q#
- QBasic

### R
- R's programmeertaal
- Rexx
- RMB
- RPG
- Ruby
- Rust

### S
- SAS
- Scala
- sed
- Scheme
- Scratch
- Scratch Jr.
- Seed7
- Self
- Simula
- Smalltalk
- SmallBASIC
- SNOBOL
- SPWN
- STL (Siemens-PLC's)
- SQL
- Swift

### T
- Tcl
- TeX
- TI-BASIC
- T-SQL
- Toit (programmeertaal en containertechnologie voor ESP32-microcontrollers)
- TurboBASIC
- Turbo C
- Turbo Pascal
- TypeScript

### U
- UBasic (Universal Basic)

### V
- Vala
- Visual Basic (bv. Visual Basic 6.0, VBScript, VB.NET)
- Visual C
- Visual Objects
- VBScript

### W
- Whitespace

### X
- XSLT
- XQuery

### Y
- YAML

### Z
- Zig

ABAP ·
ABC ·
ActionScript ·
Ada ·
Algol ·
APL ·
assembleertalen ·
AWK ·
B ·
BASIC ·
BCPL ·
C ·
C++ ·
C# ·
Clean ·
Clipper ·
COBOL ·
COMAL ·
Curry ·
D ·
Eiffel ·
Erlang ·
F# ·
Forth ·
Fortran ·
Go ·
Haskell ·
Icon ·
J# ·
Java ·
Julia ·
Kotlin ·
Lisp ·
Logo ·
Lua ·
m4 ·
ML ·
Modula-2 ·
Oberon ·
Object Pascal ·
Objective-C ·
Ocaml ·
Oz ·
Pascal ·
Perl ·
PHP ·
PL/I ·
PL/SQL ·
Prolog ·
Prova ·
Python ·
Rexx ·
RPG ·
Ruby ·
Rust ·
SAS ·
Scala ·
Scheme ·
Self ·
Simula ·
Smalltalk ·
Swift ·
TCL ·
TypeScript ·
Vala ·
Visual Basic ·
Zig